# 内田有理
内田有理(うちだ ゆり、1989年10月18日-)は、日本のモデル。2015年インターナショナル・クイーン・オブ・コーヒー優勝（日本代表として、またアジア諸国代表として初）。

## 経歴
1989年10月18日、会社員の父と体育教師の母のもと香川県三豊市に生まれる。三豊市立大野小学校、三豊市観音寺市組合立三豊中学校、香川県立丸亀城西高等学校卒業。小4から高3までバレーボールを習う。　
2010年、関西外国語大学短期大学部卒業。
香川県で証券会社とワクチン製造会社に勤務。ワクチン製造会社在職中の2013年、ミス・ワールド日本代表のファイナリスト。ミス・ユニバース日本代表のファイナリスト。
その後大阪市に移り、ホテルに勤務。在職中の2015年1月、コロンビアのカルダス県マニサレス市で開催された第44回インターナショナル・クイーン・オブ・コーヒー（International Queen of Coffee）で優勝。水着審査では「ベストフェイス賞」も獲得。
2015年3月24日、三豊市役所を訪れ、横山忠始市長に受賞を報告。「三豊市特別表彰」として表彰状と記念品が授与される。3月24日、香川県知事を表敬訪問。
2015年9月14日、著書『ミスインターナショナルクイーンオブコーヒー2015 南米の美女の中で私がグランプリになった理由』を出版（ギャラクシーブックス　ISBN 978-4865705416）。
2015年9月28日-10月2日、全日本コーヒー協会は農林水産省北別館１階にてコーヒーの啓蒙とPRを兼ねた展示会を開催する。関係者としてテープカットに参加。
2015年9月30日-10月2日、東京ビッグサイトでスペシャルティコーヒーイベント「SCAJ2015」 が開催される。コロンビアコーヒー生産者連合会はコーヒーにちなんだ川柳を募集、審査員として参加。

### その後
2016年、お遍路に挑戦中。パートタイムでモデル活動を行う。

## インターナショナル・クイーン・オブ・コーヒー
毎年1月に10日間開催される「マニサレス祭」（主催：マニサレス市）のイベントの一つ。第1回は1957年。
地元産コーヒーのPRが目的で、審査の内容もそれに即したユニークなものとなっている。水着やイブニングガウンの審査のほか、ラテアートやカッピング（コーヒーのテイスティング。利きコーヒー）の技術、料理バトル（各国のミスたちはコーヒーを使ったレシピを考案し、実際に作る）などがある。その他、日々の生活態度も審査の対象となる。大会期間中（1週間）は毎日、何らかの審査やボランティア活動、パレード、イベントへの出席がある。常に写真を撮られ、テレビで生中継される。「ホテルの部屋にいる時間以外は、ずっとチェックされている」（内田の証言）。